# 梅洛納岩
62°17′49.3″S 59°29′43.6″W / 62.297028°S 59.495444°W
梅洛納岩是南極洲的岩島，位於尼爾遜海峽北部入口處，屬於南設得蘭群島的一部分，處於紐韋爾角東北面4.63公里和奧帕卡岩東北面4.79公里，長1.7公里、寬0.9公里，現時由南極條約體系管理。

## 外部連結
- Composite Antarctic Gazetteer（页面存档备份，存于）.